# ناحیه ۶، شهرستان هارپر، کانزاس
ناحیه ۶، شهرستان هارپر، کانزاس (به انگلیسی: Township 6) یک منطقهٔ مسکونی در ایالات متحده آمریکا است که در شهرستان هارپر، کانزاس واقع شده‌است. ناحیه ۶ ۲۸۰٫۴۵ کیلومتر مربع مساحت و ۲۹۶ نفر جمعیت دارد و ۴۶۹ متر بالاتر از سطح دریا واقع شده‌است.